# San Francisco (Cebu)
Pour les articles homonymes, voir San Francisco (homonymie).
San Francisco est une municipalité de la province de Cebu, au nord-est de l'île de Cebu, aux Philippines, sur l'île de Poro.

## Géographie
San Francisco se compose principalement des îles Pacijan (de) (également connue sous le nom de Pajican) et Talong (ceb) (superficie inférieure à 1 km2, juste au nord de Pacijan), qui font partie des îles Camotes (qui comprennent également les îles Poro et Ponson (ceb)). Elles sont situées à l'est de l'île principale de Cebu, au sud et à l'ouest de Leyte et au nord de Bohol.

### Île Pacijan (Pajican)
L'île Pacijan mesure environ 14,75 kilomètres de long et 8,5 kilomètres de large. Une chaussée de 1 400 mètres traverse la mangrove pour relier les îles Pacijan et Poro. Elle a été construite à l'époque espagnole, afin de relier les îles pour faciliter le commerce et assister aux offices dans l'église de Poro [citation nécessaire].

### Tulang
L'île de Tulang (connue localement sous le nom de Tulang Diot) est à cinq minutes en bateau de Tulang Dako sur l'île principale de Pacijan. Tulang Diot et Tulang Dako font toutes deux partie du barangay Esperanza. L'îlot est presque entièrement recouvert de cocotiers et mesure environ 1,6 km sur 0,6 km : la zone résidentielle est confinée à un petit triangle à l'extrémité sud. La superficie totale est inférieure à 1 km2 ou 40 ha (100 acres), dont seulement 3,5 ha (8,6 acres) (8,8 %) sont habités.

## Barangays
Elle est entourée de la municipalité de Poro et de la Mer des Camotes.
Elle est administrativement constituée de 15 barangays (quartiers/districts/villages) :
- Montealegre
- Cabunga-an
- Campo
- Consuelo
- Esperanza
- Himensulan
- Northern Poblacion
- San Isidro
- Santa Cruz
- Santiago
- Sonog
- Southern Poblacion
- Unidos
- Union
- Western Poblacion

Sa population en 2019 est d'environ 60 000 habitants.